# Panni di probazione
Con la definizione di panni di probazione, anche detti panni della prova, ci si riferiva all'abito religioso indossato dai novizi quando, terminato il periodo di probandato, entravano in noviziato.
Questa terminologia veniva usata soprattutto all'interno dell'ordine francescano. I panni della prova constavano, pertanto, di un saio di solito con qualche differenza rispetto a quello indossato dai frati che già avevamo emesso la professione dei voti.
(Bernardo da Bologna ,  Lezioni sopra la regola dei frati minori di S. Francesco esposte a suoi religiosi fratelli da Bernardo da Bologna cappuccino, lettore teologo, Modena, Bartolomeo Soliani stampatore ducale, 1749)
Erano definiti panni della prova perché i novizi erano, appunto, in prova; non avendo ancora alcun legame giuridico verso l'ordine che li avrebbe accolti. Questo legame veniva e viene ancora oggi creato al termine del noviziato con l'emissione dei voti temporanei, normalmente seguita dopo uno o tre anni (a seconda delle costituzioni e statuti dell'ordine) dai voti perpetui, anche detti Professione Solenne.
All'interno dell'ordine dei Frati Minori, ad esempio, il saio della prova era privo di cappuccio. Questo per riconoscere i novizi dai cosiddetti frati professi. Oggi non esiste più questa differenza tra l'abito indossato dai novizi e quello dei cosiddetti professi. 
In alcune provincie religiose francescane, si potrebbe tuttavia ancora notare che il cingolo dei novizi sia privo dei tre nodi, simbolo, appunto, dei tre voti di povertà, castità e obbedienza che essi non hanno ancora emesso.